# خرفار كناري
خرفار كناري (الاسم العلمي: Phalaris canariensis) هو نوع نباتي يتبع جنس الخرفار من فصيلة النجيلية.